# Улица Семёна Лощенко
Улица Семёна Лощенко (до 2024 года — улица Полины Осипенко) (укр. Вулиця Поліни Осипенко) — улица в Деснянском районе города Чернигова. Пролегает от тупика восточнее школы № 11 до улицы Алексеева, исторически сложившаяся местность (район) Курганка.
Примыкают переулок Семёна Лощенко (Боевой), улицы Мстиславская, Юрия Мезенцева.

## История
Улица проложена в конце 1930-х годов для индивидуального жилищного строительства. В этот же период была названа улица Полины Осипенко — в честь советской летчицы, Героя Советского Союза Полины Денисовны Осипенко.
С целью проведения политики очищения городского пространства от топонимов, которые возвеличивают, увековечивают, пропагандируют или символизируют Российскую Федерацию и Республику Беларусь, 8 февраля 2024 года улица получила современное название — в честь военного деятеля Армии УНР Семёна Матвеевича Лощенко, согласно Решению Черниговского городского совета № 37/VIII-21 «Про переименование улиц в городе Чернигове» («Про перейменування вулиць у місті Чернігові»). Кроме того, был переименован Боевой переулок на переулок Семёна Лощенко.

## Застройка
Улица пролегает в восточном направлении — к реке Стрижень — параллельно улицам Героев Чернобыля и Елены Билевич. Парная и непарная стороны улицы заняты усадебной застройкой. 
Учреждения: нет. 